# Holetown

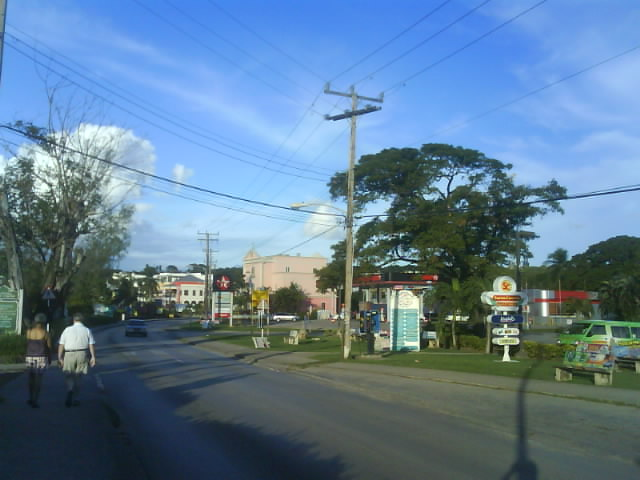
Genomfartsvägen i Holetown.

Holetown var den första bosättningen på Barbados. Orten kallades från början för Jamestown, efter kung James I (Jakob I) av England. Holetown fick sitt nuvarande namn på grund den smala kanalen som användes för att lossa och lasta fartygen. Namnet Holetown kommer från att fartyg tvättades och lagades i den djupa kanalen, "The Hole", vid orten.